# فمتومتر
فمتومتر با نماد fm (فِمتِن femten در زبان دانمارکی به معنی «پانزده» و مترون در زبان یونان باستان μέτρον به معنی «اندازه‌گیری» است) یک واحد اندازه‌گیری طول در سامانهٔ استاندارد بین‌المللی یکاها SI و برابر با ۱۵-۱۰ متر است. این واحد اندازه‌گیری را به خصوص در فیزیک هسته‌ای فِرمی نیز می‌نامند این نام به افتخار انریکو فرمی انتخاب شده است. نماد فرمی نیز fm است.

## تعریف
۱ فمتومتر = ۱۵-۱۰ × ۱٫۰ متر = ۱ فرمی = ۰٫۰۰۱ پیکومتر = ۱۰۰۰ آتومتر 

۱٫۰۰۰٫۰۰۰ فمتومتر = ۱ نانومتر

برای مثال: قطر هستهٔ طلا تقریبا ۸٫۴۵ فمتومتر است.

## پیشینه
این واحد طول در سال ۱۹۶۴ در یازدهمین کنفرانس عمومی وزن‌ها و اندازه‌گیری‌ها به سامانهٔ استاندارد بین‌المللی یکاها اضافه شد.  نام فرمی پس از فیزیکدان ایتالیایی انریکو فرمی (۱۹۵۴-۱۹۰۱) یکی از موسسان فیزیک هسته‌ای انتخاب شد. رابرت هافستاتر در مقاله‌ای که در سال ۱۹۵۶ در مجلهٔ بازخوانی فیزیک جدید منتشر کرد برای اولین بار از نام فرمی با نماد fm به افتخار این دانشمند استفاده کرد. پس از آن، نماد فرمی به طور وسیعی توسط سایر فیزیکدانان هسته‌ای استفاده شد، هافستاتر نیز پس از آن در مقالهٔ دیگری که در سال ۱۹۶۱ منتشر کرد و برای آن جایزهٔ نوبل فیزیک دریافت کرد مجددا از نماد فرمی استفاده کرد

## یادداشت
1. ↑  Conférence Générale des Poids et Mesures
2. ↑  Hofstadter, Robert, Department of Physics, Stanford University, Stanford, California, "Electron Scattering and Nuclear Structure," Rev. Mod. Phys. 28, 214–254 (1956) © 1956 The American Physical Society
3. ↑  Reviews of Modern Physics
4. ↑  Hofstadter, Robert, "The electron-scattering method and its application to the structure of nuclei and nucleons," Nobel Lecture (December 11, 1961)

## منبع
مشارکت‌کنندگان ویکی‌پدیا. «Femtometre». در دانشنامهٔ ویکی‌پدیای انگلیسی، بازبینی‌شده در ۲۷ مارس ۲۰۱۱.